# Международный аэропорт имени Джорджа Чарльза
Международный аэропорт имени Джорджа Чарльза (англ. George F. L. Charles Airport), также известный как Аэропорт Виджи (англ. Vigie Airport) (ИАТА: SLU, ИКАО: TLPC) — международный аэропорт, расположенный в 2 км к северу от столицы Сент-Люсии, города Кастри. Второй по размеру аэропорт страны после Международного аэропорта Хеванорра. Аэропорт находится в ведении Управления воздушных и морских портов Сент-Люсии (SLASPA). На другой стороне залива от аэропорта находится песчаный пляж Виги-Бич, который является популярной туристической достопримечательностью.

## История
British West Indies Airways начала обслуживание аэродрома Виги еще в 1950 году, выполняя рейсы один или несколько раз в неделю на Барбадос, Гренаду, Порт-оф-Спейн, Тринидад, Мартинику, Гваделупу, Антигуа и Сент-Китс, для которых использовались винтовые самолёты Lockheed Lodestar. К 1965 году BWIA выполняла ежедневные рейсы в аэропорт на турбовинтовых авиалайнерах Vickers Viscount по маршруту Порт-оф-Спейн — Гренада — Барбадос — Сент-Люсия — Мартиника — Гваделупа — Антигуа и обратно. В том же году компания Leeward Islands Air Transport шесть дней в неделю выполняла рейс туда и обратно по маршруту Антигуа — Гваделупа — Доминика — Мартиника — Сент-Люсия — Сент-Винсент на турбовинтовых самолётах Hawker Siddeley HS 748. К лету 2001 года American Eagle выполняла шесть ежедневных беспосадочных рейсов из аэропорта в Сан-Хуан от имени American Airlines по соглашению о код-шеринге, при этом эти услуги выполнялись базирующейся в Сан-Хуане Executive Airlines на ATR-42 и ATR-72.

## Название
4 августа 1997 года аэропорт был переименован в честь первого Главного министра Сент-Люсии сэра Джорджа Фредерика Лоуренса Чарльза. 

## Пассажиропоток
В среднем аэропорт Джорджа Ф.Л. Чарльза обслуживает 32 000 рейсов в год, перевозя 394 000 пассажиров. Большинство этих рейсов выполняются на турбовинтовых самолётах, таких как ATR 72-500 и de Havilland Canada DHC-8 Dash 8.

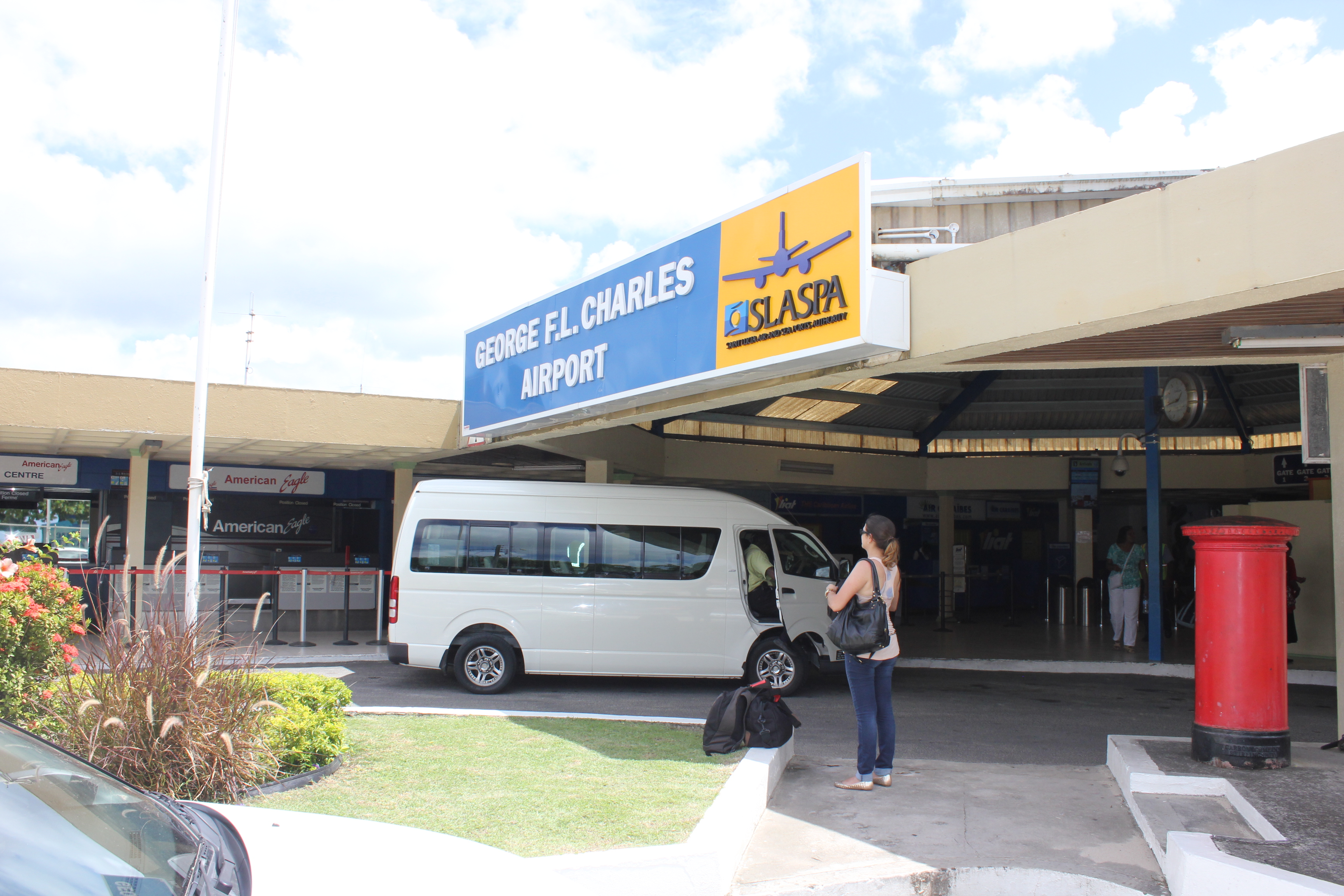
Вход в аэропорт

В настоящее время аэропорт не принимает регулярные рейсы. Все реактивные рейсы в Сент-Люсию, включая трансатлантические рейсы, осуществляются через международный аэропорт Хеванорра, расположенный в юго-восточной части острова.

### Реактивные авиаперелёты
Ранее в аэропорту выполнялись регулярные пассажирские рейсы авиакомпании Caribair, которая в 1968 году ежедневно выполняла беспосадочные рейсы на Антигуа, Барбадос, Порт-оф-Спейн, Сен-Мартен, Сан-Хуан, Санта-Крус и Сент-Томас на реактивных лайнерах McDonnell Douglas DC-9-30. В 1973 году компания Leeward Islands Air Transport эксплуатировала удлинённые двухмоторные реактивные самолёты British Aircraft Corporation BAC One-Eleven 500 на беспосадочных рейсах в Антигуа, Барбадос, Фор-де-Франс и Мартинику, а также в Порт-оф-Спейн, Тринидад, Сен-Мартен и Сан-Хуан. В 1995 году Carib Express выполняла беспосадочные рейсы в аэропорт на реактивных самолетах British Aerospace BAe 146-100 из Барбадоса, Доминики, Сент-Винсента, Порт-оф-Спейна и Сент-Китса. Ещё одним предыдущим оператором реактивных самолётов была BWIA West Indies Airways, которая в 1996 году два раза в неделю выполняла рейсы в Майами и аэропорт имени Джона Кеннеди в Нью-Йорке на самолётах McDonnell Douglas MD-80, а также беспосадочные рейсы MD-80 несколько дней в неделю на Барбадос и Порт-оф-Спейн.

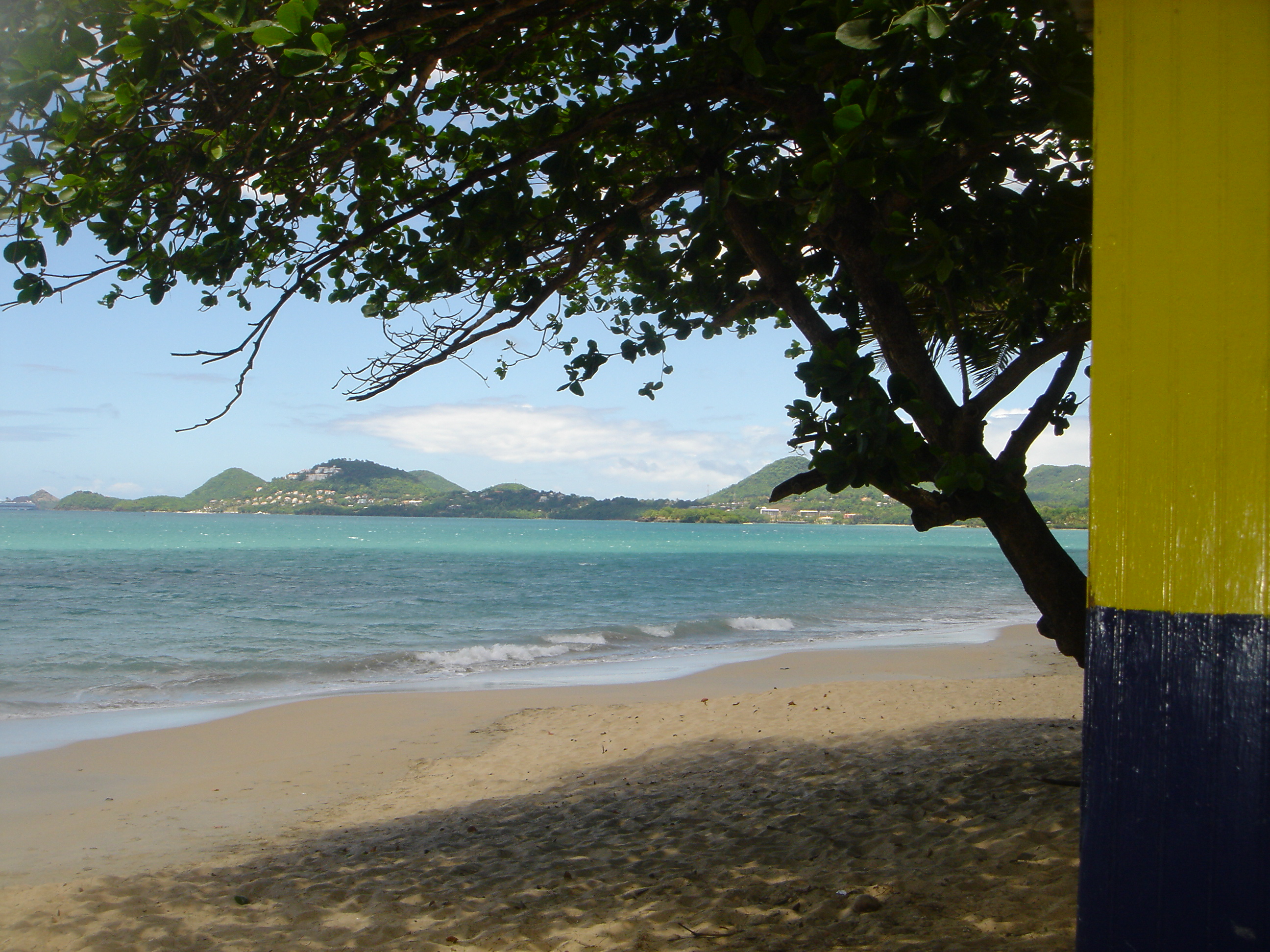
Виги-бич, расположенный вблизи аэропорта.

### Грузовые

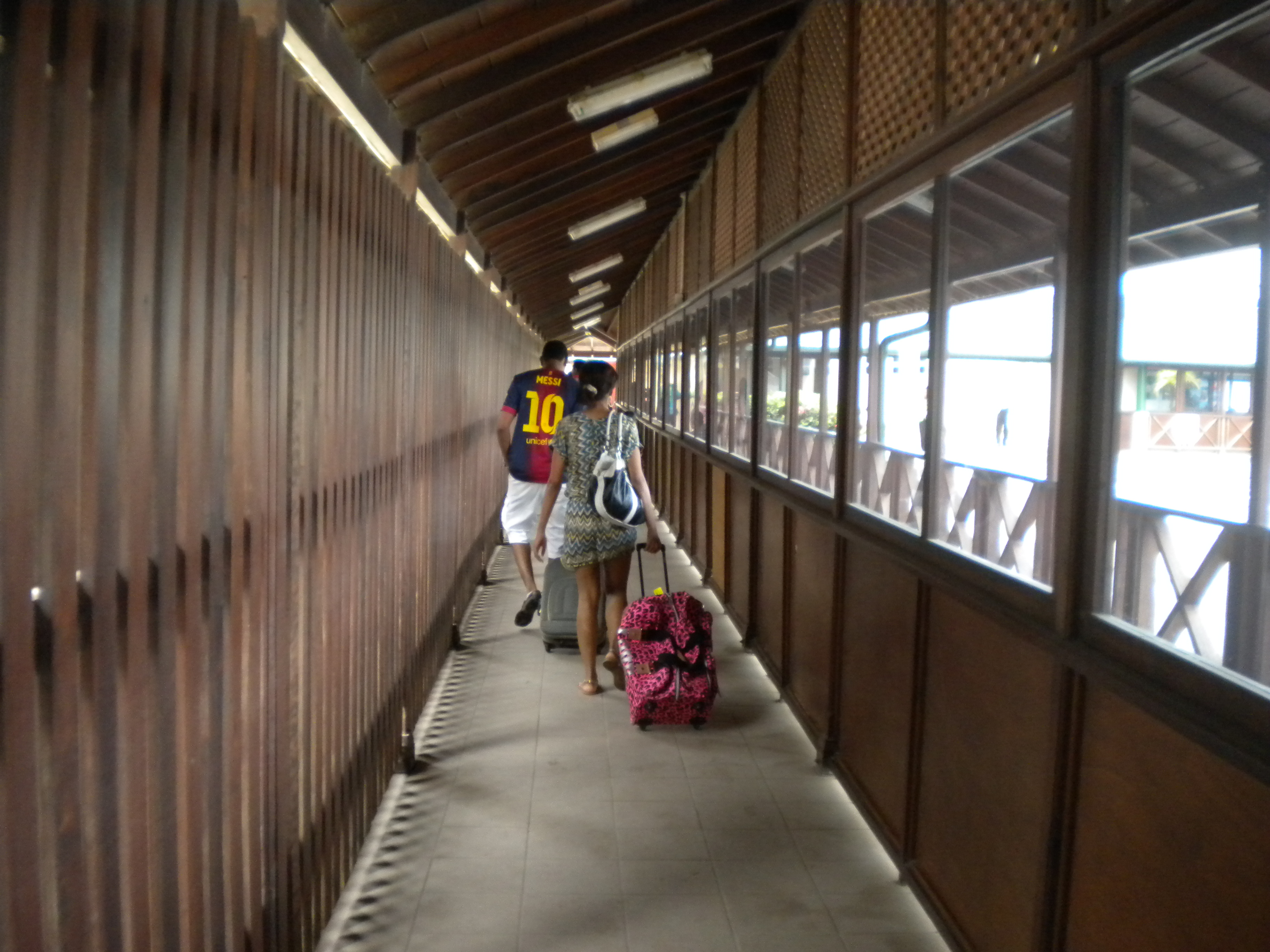
Проход на посадку в аэропорту.

## Другие характеристики
В аэропорту находится дальняя станция Джорджа Чарльза Управления гражданской авиации Восточного Карибского бассейна, Служба авиации общего назначения и клуб Island Flyers Club.

## Авиакатастрофы и происшествия
- 8 ноября 2015 года Beechcraft Model 99 с регистрационным номером N7994H выехал с взлётно-посадочной полосы в травянистую зону после того, как у самолёта вышла из строя правая стойка шасси. Пилот не пострадал. После инцидента Hummingbird Air приостановила полёты, а Управление гражданской авиации Восточного-Карибского бассейна начало расследование.